# 누구도 자신의 사건에서 재판관이 될 수 없다
누구도 자신의 사건에서 재판관이 될 수 없다(라틴어: Nemo iudex in causa sua 네모 이우덱스 인 카우사 수아[*])는 법언은, 17세기 영국 에드워드 코크 경이 만든 라틴어 법 격언이다.

## 역사
네모 이우덱스 인 카우사 수아(Nemo iudex in causa sua)에서 이우덱스는 판사, 카우사는 사건, case, 수아는 스스로라는 뜻이다.
에드워드 코크는 영국 대법관을 지냈고, 권리청원 초안을 작성했다. 오늘날 영미권의 법의 지배라는 원칙을 세운 사람이다. 한국은 법치주의를 주로 말하는데, 법치주의는 영국의 법의 지배가 독일로 건너가서 생긴 것이다. 이 법의 지배의 하부적인 몇가지 원칙 중에 하나가, "누구도 자신의 사건에서 재판관이 될 수 없다"라는 법원칙이다. 보다 정확하게는, 에드워드 코크가 처음 만든 것은 아니고, 그로 인해 이 법언이 전세계적으로 매우 유명해졌다.

## 셀프사면
셀프사면은 놀리 프로시콰이라고 한다.
트럼프가 법적으로 스스로를 셀프 사면할 수 있는지는 분명하지 않다. 헌법의 대통령 사면 조항에는 대통령이 그렇게 하는 것을 특별히 금지하는 규정이 없다. 그러나 워터게이트 스캔들 당시 하원 법제사법위원회 소속이었던 엘리자베스 홀츠먼 전 민주당 의원은 WP 기고문에서 대통령이 스스로를 사면하는 것은 헌법 전체를 뒤흔드는 일이 될 것이라고 지적했다. "대통령의 셀프 사면 권한은 사법체계의 근간을 심각하게 뒤흔들 것이다. 대통령이 스스로를 사면할 수 있다면, 엄청난 잘못을 저지르고 범죄행위를 해도 처벌받지 않게 될 것이다. (...) 그렇게 되면 헌법 입안자들이 생각했던 대통령직의 한계, 어떤 대통령도 법 위에 있을 수 없다는 믿음에 완전히 어긋나는 일이 될 것이다."
2018년 6월, 트럼프 대통령은 트위터에 "나는 나 자신도 사면할 수 있는 절대적 권한을 갖고 있다"고 발언해 논란을 빚었다. 당시 대통령의 ‘셀프 사면’이 가능한 지를 놓고 학자들 사이에 논란이 벌어졌다. 전례도 없고, 헌법에도 정확한 조항이 없기 때문이다. '셀프 사면’이 불가능하다는 의견도 있지만, 미국에서 대통령 사면권의 폭이 넓어서 법률 전문가들 사이에서도 의견이 엇갈린다. 하지만 트럼프 대통령이 최소한 자신의 가족은 사면할 수 있다는 게 전문가들의 중론이다.
리처드 프리머스 미시간대 법학 교수는 "역대 대통령 가운데 누구도 (셀프 사면을) 시도한 적이 없어 사법부의 판단은 없었다"면서도 "절대다수 헌법학자들은 셀프 사면이 법의 지배라는 미국의 기본적 가치에 대한 근본적 모욕이기 때문에 안 된다는 입장"이라고 정치 전문 매체 폴리티코에 밝혔다. 누구도 자신의 사건에서 재판관이 될 수 없다의 법언에 저촉되는, 근본적 문제에 부딪힐 수밖에 없기 때문이다.

## 같이 보기
- 아우디 알테람 파르템 - 다른 쪽도 들어보라